# Sophie Somloi
Sophie Somloi (* 13. März 1994 in Wien) ist eine österreichische Wasserspringerin. Sie startet für den Verein Schwimm Union Wien im Kunstspringen vom 1-m- und 3-m-Brett und im 3-m-Synchronspringen. Trainiert wird sie von Aristide Brun.
Somlois erster internationaler Wettkampf war die Junioren-Europameisterschaft 2010, wo sie Fünfte vom 1-m-Brett wurde. Bei der Europameisterschaft 2011 in Turin erlebte sie auch ihre internationale Premiere im Erwachsenenbereich. Vom 3-m-Brett erreichte sie das Finale und schloss ihren Wettkampf schließlich auf einen achtbaren neunten Rang ab. Aufgrund ihrer guten Ergebnisse bei Wettkämpfen im Rahmen des FINA-Diving Grand Prix qualifizierte sich Somloi für die Weltmeisterschaft in Shanghai. Dort belegte sie vom 1-m-Brett im Vorkampf Rang 15 und vom 3-m-Brett im Vorkampf Rang 26. Somloi gewann bei der Junioreneuropameisterschaft 2012 in Graz vom 3-m-Brett Gold in der Altersklasse von 16 bis 18 Jahren.